# Gabriel Monnet
Gabriel Monnet (né le 23 février 1921 à Montmédy, Meuse - mort le 12 décembre 2010 à Montpellier) est un comédien et metteur en scène français.

## Biographie
Gabriel Monnet passe son enfance au Cheylard en Ardèche, et est initié au théâtre par son père comédien. Il intègre l’École normale de Privas et entre en résistance dans les maquis du Vercors et de l’Ardèche, sous le nom de " prof". Déjà, il monte des spectacles, et écrit le chant des pionniers du Vercors.
Il entame sa carrière à la Libération en intégrant en 1946 la Direction départementale de la Jeunesse et des Sports de Haute-Savoie en tant qu’instructeur national d’art dramatique. Il anime à Annecy le réseau Peuple et culture. Pour sa première mise en scène, il monte Noces de sang de Lorca en 1951, puis Sainte Jeanne de Shaw pour le Festival de Sarlat en 1951. En 1954, il crée le festival des Nuits Théâtrales d’Annecy. Il y rencontre Michel Vinaver, jeune dramaturge qui écrit pour lui Les Coréens. Face au refus des autorités de monter cette pièce, Gabriel Monnet quitte la direction départementale. Il rejoint alors comme acteur et metteur en scène, la troupe de Jean Dasté à la Comédie de Saint-Étienne, entre 1957 et 1961.
Le poste de directeur de la Comédie de Bourges lui est proposé, et il quitte Dasté. La Comédie, centre dramatique national en 1963, ouvre le 5 avril 1961, et s’installe trois ans plus tard dans la Maison de la Culture, qu’il a conçue avec Jean Rouvet et dont il devient directeur.
Le 14 mai 1965, Charles de Gaulle et son ministre André Malraux viennent inaugurer la maison de la culture de Bourges, félicitant Gabriel Monnet. Gabriel Monnet déclare "La première ou la dernière Maison de la Culture, c'est une personne humaine."
Il monte des pièces de Shakespeare (Timon d’Athènes, Macbeth, La Tempête, Hamlet), Tchekov (La Mouette), Brecht (Dialogues d’Exilés), Molière (L’école des femmes, La critique de l’école des femmes, Don Juan) et de créateurs contemporains comme Pierre Halet (La provocation, avec des décors et costumes de Calder et une musique de Jean Ferrat), Alan Seymour (L’unique jour de l’année).
En 1954, il monte Hamlet  de Shakespeare à Annecy, durant les Nuits Théâtrales d'Annecy. Un de ses techniciens invente un plateau en pente. C'est un dispositif architecturalement très intéressant et circulaire, duquel les acteurs peuvent entrer et sortir par plusieurs trous. On surnommera ce plateau "la saucoupe". 1500 personnes assistent à cette version d'Hamlet, sous le froid et la brume. Les spectateurs se verront distribuer des tisanes et des couvertures.
En 1969, il doit quitter la Comédie de Bourges avec la majeure partie de sa troupe, et fonde le Théâtre de Nice, qui devient centre dramatique national, qu’il ouvre au théâtre amateur. En conflit avec Jacques Médecin, il quitte Nice en 1975 pour diriger le Centre dramatique national des Alpes à Grenoble. Il y rencontre Georges Lavaudant du Théâtre partisan, qu’il associe à la direction du centre dramatique. Il quitte cette place fin 1981 pour poursuivre le jeu, la mise en scène et l'enseignement théâtral dans l'Hérault.
En 1978, dans le Hamlet de Daniel Mesguich, Gabriel Monnet joue Horacio.
Outre ses activités théâtrales, il a participé à deux films de Jean-Jacques Beineix, La Lune dans le caniveau et Roselyne et les Lions. En 1989 il joue Montfleury, l'acteur ridicule que Cyrano (joué par Gérard Depardieu) chasse de la scène de l'hôtel de Bourgogne dans le film de Jean-Paul Rappeneau.
Grand orateur, Gabriel Monnet admirait les poètes et les citait, particulièrement René Char.
Il meurt le 12 décembre 2010 à Montpellier, à l'âge de 89 ans.
En 2021, L'association Double Coeur publie un ouvrage "La belle saison" qui référence l'histoire de la maison de la culture de Bourges de 1960 à 1969, peu avant sa création jusqu'au départ de Gabriel Monnet. Le livre est rempli de témoignages de compagnons, et d'acteurs de la politique culturelle nationale (Catherine Tasca, Robert Abirached) et accompagné d'un dvd, contenant une série d'interviews réalisés par Pascal Ory et Laurent Bignolas. C'est son fils, Jean-Claude Monnet, qui en signe la postface.

## Comédien
- 1960 : Les Coréens de Michel Vinaver, mise en scène Gabriel Monnet, Aix-en-Provence
- 1960 : Oncle Vania d'Anton Tchekhov, mise en scène Gabriel Monnet, Comédie de Saint-Étienne
- 1961 : L'École des femmes de Molière, mise en scène Gabriel Monnet
- 1961 : La Critique de l'école des femmes de Molière, mise en scène Gabriel Monnet
- 1961 : La Vie de Timon d'Athènes de William Shakespeare, mise en scène Gabriel Monnet
- 1962 : C'est la guerre, Arlequin de Michel Arnaud, mise en scène Gabriel Monnet
- 1962 : Dom Juan de Molière, mise en scène Gabriel Monnet
- 1964 : La Mouette d'Anton Tchekhov, mise en scène Gabriel Monnet
- 1965 : La Tempête de William Shakespeare, mise en scène Gabriel Monnet
- 1966 : La Drôlesse de Pierre Fabre et Sylvain Itkine, mise en scène René Jauneau, Comédie de Bourges
- 1967 : Dialogues d'exilés de Bertolt Brecht, mise en scène Guy Lauzin, Comédie de Bourges
- 1967 : Cœur à cuire de Jacques Audiberti, mise en scène Gabriel Monnet, Théâtre de l'Atelier
- 1969 : Macbeth de William Shakespeare, mise en scène Gabriel Monnet
- 1969 : Le Songe d'un homme ridicule de Fiodor Dostoïevski, mise en scène Gabriel Monnet
- 1970 : Plutus ou L'Argent d'Aristophane, mise en scène Gabriel Monnet Guy Lauzin
- 1970 : Pucelle de Jacques Audiberti, mise en scène Gabriel Monnet
- 1971 : Testarium de Sławomir Mrożek, mise en scène Guy Lauzin, Théâtre de Nice
- 1971 : Un contre tous d'après Victor Hugo, mise en scène Pierre Barrat, Festival d'Avignon
- 1972 : Le Poète assassiné d'après Guillaume Apollinaire, mise en scène Charles Caunant, Théâtre de Nice
- 1972 : La Tempête de William Shakespeare, mise en scène Gabriel Monnet
- 1972 : L'École des femmes de Molière, mise en scène Gabriel Monnet
- 1972 : La Critique de l'école des femmes de Molière, mise en scène Gabriel Monnet
- 1973 : Faust de Johann Wolfgang von Goethe, mise en scène Jean Launay, Théâtre de Nice
- 1973 : Lorenzaccio d'Alfred de Musset, mise en scène Georges Lavaudant, Grenoble
- 1974 : Oncle Vania d'Anton Tchekhov, mise en scène Gabriel Monnet
- 1975 : Œdipe roi de Sophocle, mise en scène Gabriel Monnet, Théâtre de Nice
- 1975 : Le Songe d'un homme ridicule de Fiodor Dostoïevski, mise en scène Gabriel Monnet
- 1975 : Lorenzaccio de Alfred de Musset, mise en scène Georges Lavaudant, Maison de la Culture de Grenoble
- 1976 : Palazzo Mentale de Pierre Bourgeade, mise en scène Georges Lavaudant, Maison de la Culture de Grenoble
- 1976 : Œdipe roi de Sophocle, mise en scène Gabriel Monnet, Maison de la Culture de Grenoble
- 1976 : Les Revenants d'Henrik Ibsen, mise en scène Pierre Maxence, Maison de la Culture de Grenoble
- 1977 : Le Hamlet de Shakespeare d'après William Shakespeare, Archidame de Hélène Cixous et Jean-Luc Godard, mise en scène Daniel Mesguich, Maison de la Culture de Grenoble
- 1978 : Maître Puntila et son valet Matti de Bertolt Brecht, mise en scène Georges Lavaudant, Maison de la Culture de Grenoble, Théâtre Mogador, Nouveau théâtre de Nice
- 1979 : Septem dies (Sept jours) d'après Cent ans de solitude de Gabriel García Márquez, mise en scène Bruno Boëglin, Maison de la Culture de Grenoble
- 1980 : Les Voyageurs de Pierre Peju, mise en scène Georges Lavaudant, Maison de la Culture de Grenoble
- 1981 : Travaux d'acteurs 2 - De soi-même / Perpetuum Mobile d'après Anton Tchekhov, Festival d'Avignon
- 1981 : Les Géants de la montagne de Luigi Pirandello, mise en scène Georges Lavaudant, Centre culturel de Bonlieu Annecy, Théâtre national de Strasbourg
- 1983 : La Neige ou le bleu de Henri-Alexis Baatsch, mise en scène Georges Lavaudant, Maison de la Culture de Grenoble
- 1983 : Les Céphéides de Jean-Christophe Bailly, mise en scène Georges Lavaudant, Maison de la Culture de Grenoble, Festival d'Avignon, Théâtre national de Strasbourg, Théâtre de la Ville
- 1987 : Le Rêve de d'Alembert de Denis Diderot, mise en scène Jacques Nichet, Opéra Comédie, Théâtre de la Ville, Théâtre national de Strasbourg
- 1989 : Le Baladin du monde occidental de John Millington Synge, mise en scène Jacques Nichet, Théâtre des Treize Vents, tournée
- 1990 : Le Baladin du monde occidental de John Millington Synge, mise en scène Jacques Nichet, Théâtre de la Ville
- 1993 : Alceste d'Euripide, mise en scène Jacques Nichet, Théâtre des Treize Vents
- 1994 : Alceste d'Euripide, mise en scène Jacques Nichet, Festival d'Avignon
- 1995 : Alceste d'Euripide, mise en scène Jacques Nichet, Théâtre des Treize Vents
- 1996 : La Cour des comédiens d'Antoine Vitez, mise en scène Georges Lavaudant, Festival d'Avignon
- 1997 : À trois mains de Bruno Bayen, mise en scène de l'auteur, MC93 Bobigny, Théâtre national de Strasbourg
- 1998 : Œdipe de Sénèque, mise en scène Jean-Claude Fall, Opéra Comédie
- 1999 : Au Moine bourru de Christian Liger, mise en scène Gabriel Monnet (voir Moine bourru)

## Metteur en scène
- 1952 : Sainte Jeanne de Bernard Shaw, Premier Festival du Théâtre de Sarlat
- 1954 : Dom Juan de Molière, Premières Nuits théâtrales d'Annecy
- 1954 : Hamlet de Shakespeare, Nuits théâtrales d'Annecy
- 1955 : Ubu roi d'Alfred Jarry, Nuits théâtrales d'Annecy
- 1960 : Les Coréens de Michel Vinaver, Aix-en-Provence
- 1960 : Oncle Vania d'Anton Tchekhov, Comédie de Saint-Étienne

Comédie de Bourges
- 1961 : L'École des femmes de Molière
- 1961 : La Critique de l'école des femmes de Molière
- 1961 : La Vie de Timon d'Athènes de William Shakespeare
- 1962 : Hyménée de Nicolas Gogol
- 1962 : C'est la guerre, Arlequin de Michel Arnaud
- 1962 : Dom Juan de Molière
- 1963 : La Provocation de Pierre Halet
- 1964 : La Mouette d'Anton Tchekhov
- 1965 : La Tempête de William Shakespeare
- 1965 : L'Unique Jour de l'année d'Alan Seymour
- 1967 : Cœur à cuire de Jacques Audiberti, mise en scène et interprétation, Théâtre de l'Atelier
- 1967 : Six personnages en quête d'auteur de Luigi Pirandello
- 1969 : Macbeth de William Shakespeare

Théâtre de Nice
- 1969 : Le Songe d'un homme ridicule de Fiodor Dostoïevski
- 1970 : L'Avare de Molière
- 1970 : Plutus ou L'Argent d'Aristophane
- 1970 : Pucelle de Jacques Audiberti
- 1971 : Coquin de coq de Sean O'Casey, Théâtre de Nice
- 1971 : Les Cloches de Corneville de Robert Planquette, Théâtre municipal de Grenoble
- 1972 : La Tempête de William Shakespeare
- 1972 : L'École des femmes de Molière
- 1972 : La Critique de l'école des femmes de Molière
- 1974 : Oncle Vania d'Anton Tchekhov
- 1974 : La Cerisaie d'Anton Tchekhov
- 1975 : Œdipe roi de Sophocle

Grenoble
- 1975 : Le Songe d'un homme ridicule de Fiodor Dostoïevski
- 1980 : La Cerisaie d'Anton Tchekhov
- 1991 : Carton plein de Serge Valletti, Théâtre national de Chaillot, Théâtre des Treize Vents
- 1997 : Au loin, le bruit de la mer de Pierre Halet
- 1999 : Au Moine bourru de Christian Liger

## Honneurs
- Officier de la Légion d'honneur (2006)
- Molières 2001 : Molière d’honneur
- Président d’honneur du Comité de pilotage pour le soixantième anniversaire de la décentralisation théâtrale (Avignon, 2006).

## Sources
- Biographie de Gabriel Monnet, Une journée particulière, documentation du Ministère de la Culture, 2006.
- Discours de Renaud Donnedieu de Vabres, ministre de la Culture et de la communication, pour les décorations de Gabriel Monnet, Lucien Attoun, Georges Buisson, 27 avril 2006.
- Gabriel Monnet à Bourges, Roland Narboux, L’Encyclopédie de Bourges.